# Tipula crassiventris
Tipula crassiventris är en tvåvingeart som beskrevs av Riedel 1913. Tipula crassiventris ingår i släktet Tipula och familjen storharkrankar. Inga underarter finns listade i Catalogue of Life.